# موكي ديارا
موكي ديارا (بالفرنسية: Moké Diarra)‏ ، من مواليد 12 نوفمبر 1983 ، لاعب كرة قدم مالي.
هو يلعب مع نادي اتحاد الجزائر.

## روابط خارجية
- موكي ديارا على موقع رابطة كرة القدم الفرنسية للمحترفين (الإنجليزية)
- موكي ديارا على موقع قاعدة بيانات كرة القدم.إي يو (الإنجليزية)
- موكي ديارا على موقع Soccerway.com (الإنجليزية)
- موكي ديارا على موقع كووورة